# جورج كوهن
جورج كوهن (بالإنجليزية: George Cohen)‏ (مواليد 22 أكتوبر 1939) هو لاعب كرة قدم. لعب مع منتخب إنجلترا لكرة القدم. سبق له أن لعب في كأس العالم لكرة القدم مع منتخب بلاده.

## مسيرته الكروية
لعب جورج كوهن خلال مسيرته الاحترافية مع نادِ واحدٍ في ثلاثة عشر موسمًا وسجّل خلالها 6 أهداف ضمن 408 مباراة. ولم يفز بأي موسم بالكأس أو بالدوري.
خاض جورج كوهن مسيرته مع نادي فولهام في موسم 1956–57 ليلعب معه ثلاثة عشر موسمًا، مشاركًا في 408 مباراة سجّل خلالها 6 أهداف.

## وفاته
توفي جورج كوهن في 23 ديسمبر 2022 عن عمر ناهز الثالثة والثمانين.

## روابط خارجية
- جورج كوهن على موقع الاتحاد الدولي (مؤرشف)  (الإنجليزية)
- جورج كوهن على موقع قاعدة بيانات كرة القدم.إي يو (الإنجليزية)
- جورج كوهن على موقع ناشيونال فوتبول تيمز (الإنجليزية)